# Krali Bimbalov
Krali Bimbalov   (Fakia, 1 de novembre de 1934 - 1988) va ser un lluitador búlgar, especialista en lluita grecoromana, que va competir durant la dècada de 1960.
El 1960 va prendre part en els Jocs Olímpics d'Estiu de Roma, on guanyà la medalla de plata en la competició del pes semi pesat del programa lluita grecoromana. Quatre anys més tard, als Jocs de Tòquio, fou sisè en la prova del pes mitjà del programa lluita grecoromana.
En el seu palmarès també destaca una medalla de plata al Campionat del Món de lluita de 1962.